# Richard Allen Hunt
Richard Allen Hunt (* 16. Juni 1937 in St. Louis, Missouri; † 22. März 2009 in West Lafayette, Indiana) war ein US-amerikanischer Mathematiker. Er beschäftigte sich mit harmonischer Analyse.
Hunt promovierte 1965 bei Guido Leopold Weiss an der Washington University in St. Louis mit der Arbeit Operators Acting on Lorentz Spaces. Nach Lehraufträgen an der University of Chicago und der Princeton University erhielt er 1969 eine Professur an der Purdue University. Im Jahr 2000 wurde er dort emeritiert.
Nach ihm und Lennart Carleson ist der Satz von Carleson und Hunt benannt.
1969 erhielt Hunt den Salem-Preis. 1970 war er Vortragender auf dem Internationalen Mathematikerkongress in Nizza. Im selben Jahr wurde er Sloan Research Fellow. 
Hunt befasste sich in seiner Freizeit mit Gartenkunst und Handball. Er starb an akuter myeloischer Leukämie. Hunt war verheiratet und hatte zwei Kinder.

## Schriften
- Hunt, Richard A.: On the convergence of Fourier series. In: Orthogonal Expansions and their Continuous Analogues. (Proc. Conf., Edwardsville, Ill., 1967) S. 235–255. Southern Illinois Univ. Press, Carbondale, Ill.